# スルジャン・ムルバリエビッチ
スルジャン・ムルバリエビッチ（Srđan Mrvaljević 1984年5月16日- ）は、モンテネグロの柔道選手。ベオグラード出身。階級は81kg級。身長186cm。得意技は掬投、払腰

## 人物
4歳の時に柔道をはじめた。2008年北京オリンピックでは準々決勝でオランダのギヨーム・エレモントに有効で敗れた。2009年の世界選手権では5位だった。2011年になるとワールドカップ・ブダペストやワールドカップ・マルガリータ島で優勝したが、世界選手権では無名選手だったものの、準決勝で世界ランキング2位であるブラジルのレアンドロ・ギルヘイロを破る活躍を示した。決勝では韓国の金宰範に崩上四方固で技ありを取られて敗れたものの、モンテネグロの選手として世界大会で初めてのメダルを獲得した(1989年の世界選手権では、モンテネグロ出身で当時はユーゴスラビア代表として出場した65kg級のドラゴミル・ベカノビッチが金メダルを獲得したことがあった)。2012年ロンドンオリンピックの開会式ではモンテネグロ選手団の旗手を務めた。ロンドンオリンピックでは3回戦でカナダのアントワーヌ・ヴァロア＝フォルティエに指導2で敗れた。2016年リオデジャネイロオリンピックでは初戦でモルドバの選手に敗れた。

## 主な戦績
- 2002年 - ヨーロッパジュニア　3位
- 2003年 - ハンガリー国際　3位
- 2003年 - ヨーロッパジュニア　優勝
- 2004年 - ハンガリー国際　3位
- 2005年 - ドイツ国際　3位
- 2006年 - ヨーロッパU23柔道選手権大会　優勝
- 2009年 - 世界選手権　5位
- 2011年 - ワールドカップ・ブダペスト　優勝
- 2011年 - ワールドカップ・マルガリータ島　優勝
- 2011年 - 世界選手権　2位
- 2014年 - ヨーロッパオープン・プラハ　優勝
- 2015年 - アジアオープン・台北　優勝
- 2015年 - アフリカオープン・ポートルイス　優勝
- 2016年 - グランドスラム・アブダビ　3位

(出典、JudoInside.com)。